# Walsh
Walsh és una població dels Estats Units a l'estat de Colorado. Segons el cens del 2000 tenia 723 habitants, el 2010 ja no en quedaven només 546. La densitat de població va baixar de 606,9 habitants per km² el 2000 a 471,32 el 2010.Segons el cens del 2000, tenia 302 habitatges, i 189 famílies.
S'hi va establir una oficina de correus el 1926. El nom prové d'un cert senyor Walsh, un funcionari del ferrocarril.